# Gaylussacia brasiliensis
Gaylussacia brasiliensis é uma espécie de plantas com flor do género Gaylussacia da família das Ericaceae, com distribuição natural no sueste do Brasil e no Paraguai.

## Subespécies
A espécie G. brasiliensis tem as seguintes subespécies validamente descritas:
- G. b. nervosa
- G. b. pubescens
- G. b. scabrida

## Galeria

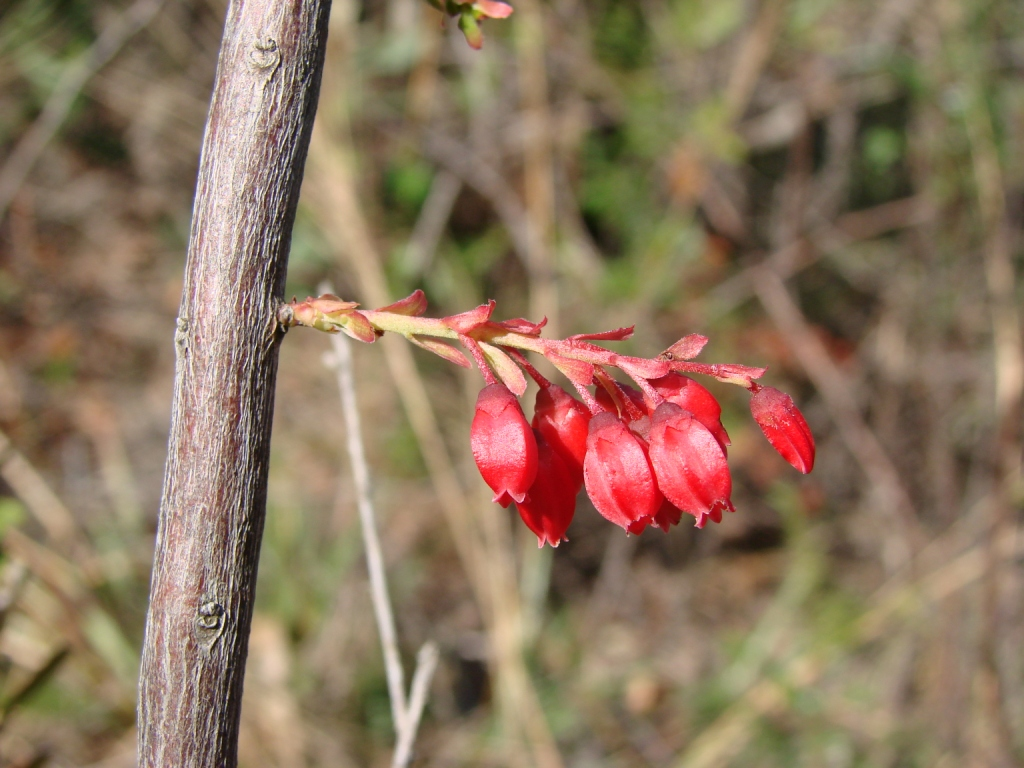
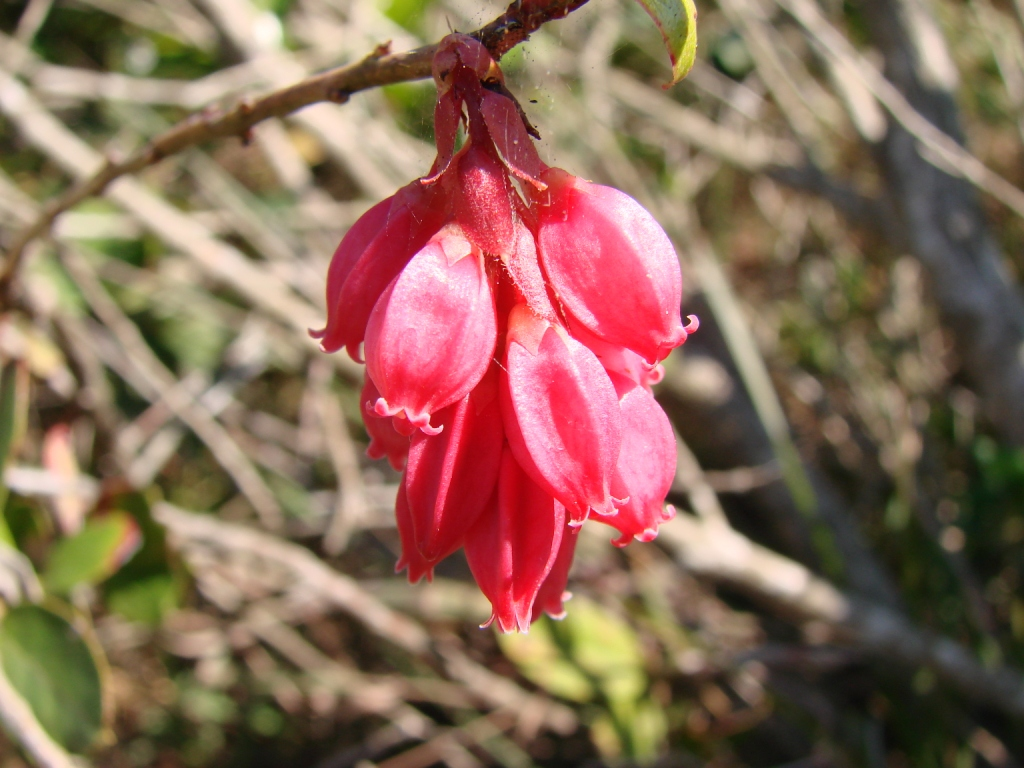
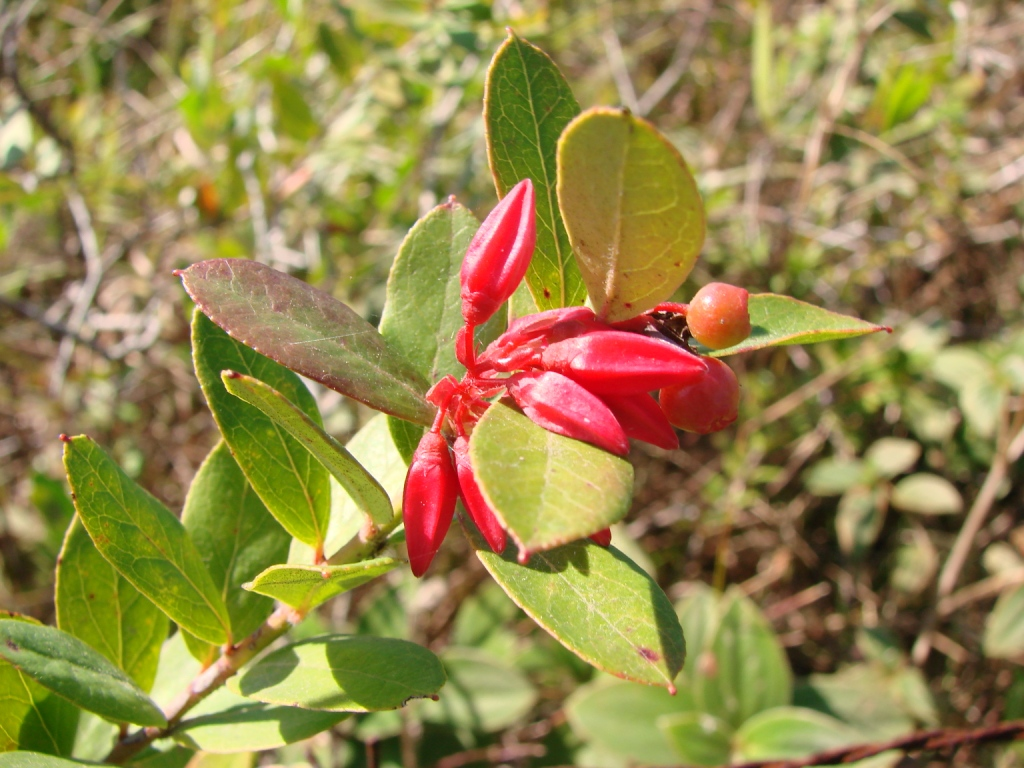
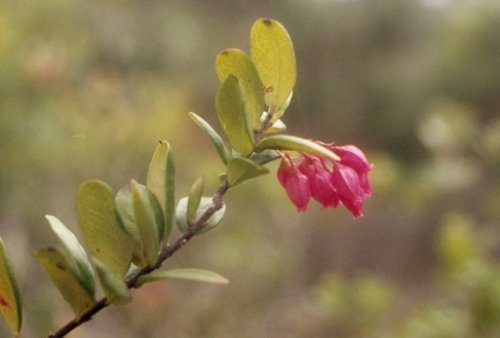
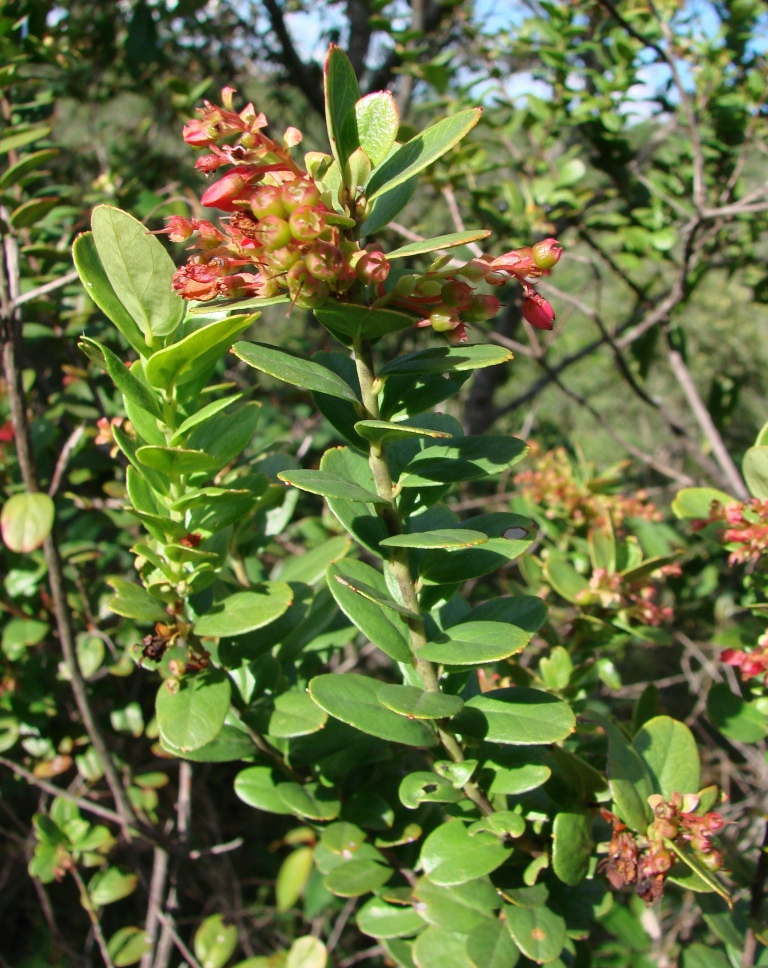
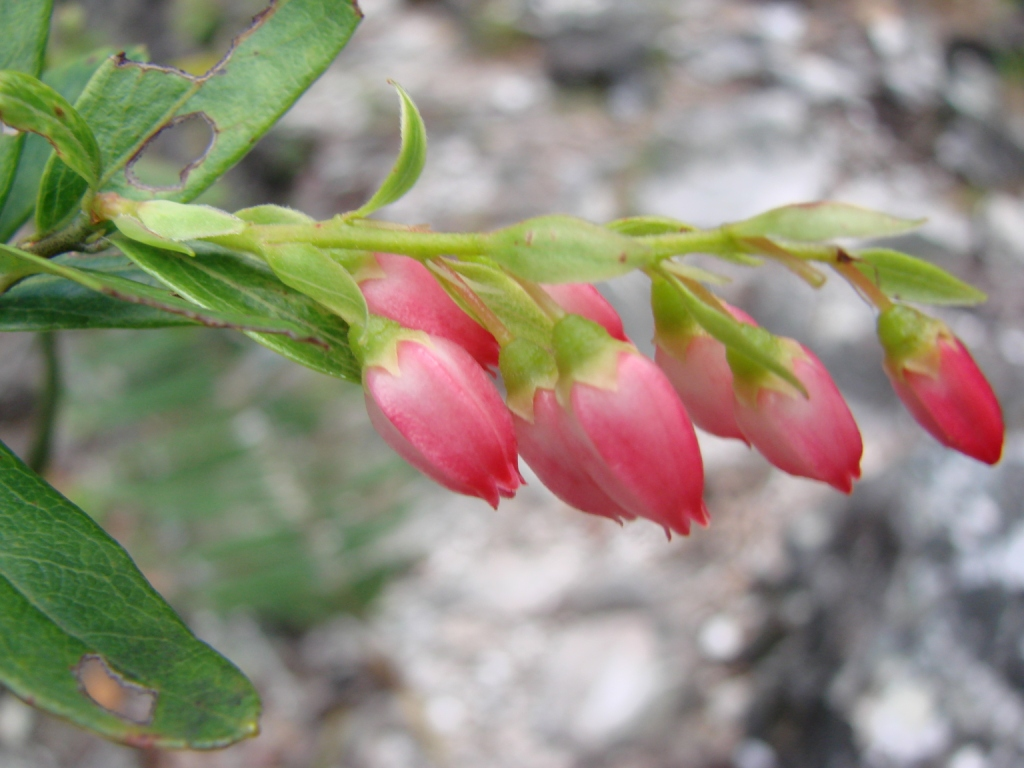